# Wapen van Everdingen

Wapen van Everdingen

Het wapen van Everdingen werd op 20 juli 1816 door de Hoge Raad van Adel aan de gemeente Everdingen in gebruik bevestigd. Everdingen maakte vanouds deel uit van het graafschap Culemborg en kwam als deel van dat graafschap in de Franse tijd bij de provincie Gelderland. Op 1 januari 1812 werd Hagestein bij de gemeente gevoegd. Omdat het gebied van Hagestein op 19 september bij 1814 aan de provincie Utrecht werd terug gegeven, ontstond de merkwaardige situatie dat de gemeente in twee provincies lag. Op 1 januari 1818 werd Hagestein weer een zelfstandige gemeente en lag de gemeente Everdingen dus weer alleen in Gelderland. Op 1 januari 1821 werd Everdingen bij de provincie Zuid-Holland gevoegd. Op 1 januari 1986 werd Everdingen onderdeel van de gemeente Vianen.  Het wapen van Everdingen is daardoor komen te vervallen. Uit het wapen zijn geen elementen overgenomen in het gemeentewapen van Vianen. Op 1 januari 2002 werd Vianen bij de provincie Utrecht gevoegd.

## Blazoenering
De blazoenering van het wapen luidde als volgt:
Van sabel beladen met 3 banden van goud.
De heraldische kleuren zijn sabel (zwart) en goud (geel).
Het wapen is afgeleid van en gelijk aan het familiewapen van het geslacht Van Everdingen.

## Verwant wapen

Familiewapen van het geslacht Van Everdingen